# Villy-le-Bois
Villy-le-Bois est une commune française, située dans le département de l'Aube en région Grand Est.

## Géographie
| Villy-le-Maréchal              | Villemereuil  | Les Bordes-Aumont |
| Assenay Saint-Jean-de-Bonneval | Villy-le-Bois | La Vendue-Mignot  |
| Longeville-sur-Mogne           | Maupas        |                   |

Au territoire sont cités : Batilly, Beauvais, Bochet, Chartreuse, Couilly, Grand-Etang, Grange-du-Bois, Femme-en-ISle, la Louisette, Marivas, Potence, Put-Vilain, Roffé, Tuilerie, en 1829.

### Hydrographie
La commune est dans la région hydrographique « la Seine de sa source au confluent de l'Oise (exclu) » au sein du bassin Seine-Normandie. Elle est drainée par la Mogne, la Seronne, le canal 01 des Epinettes, le Fossé 01 des Ilattes et le Fossé la Roffée,.
La Mogne, d'une longueur de 17 km, prend sa source dans la commune de Crésantignes et se jette  dans l'Hozain à Isle-Aumont, après avoir traversé 13 communes.

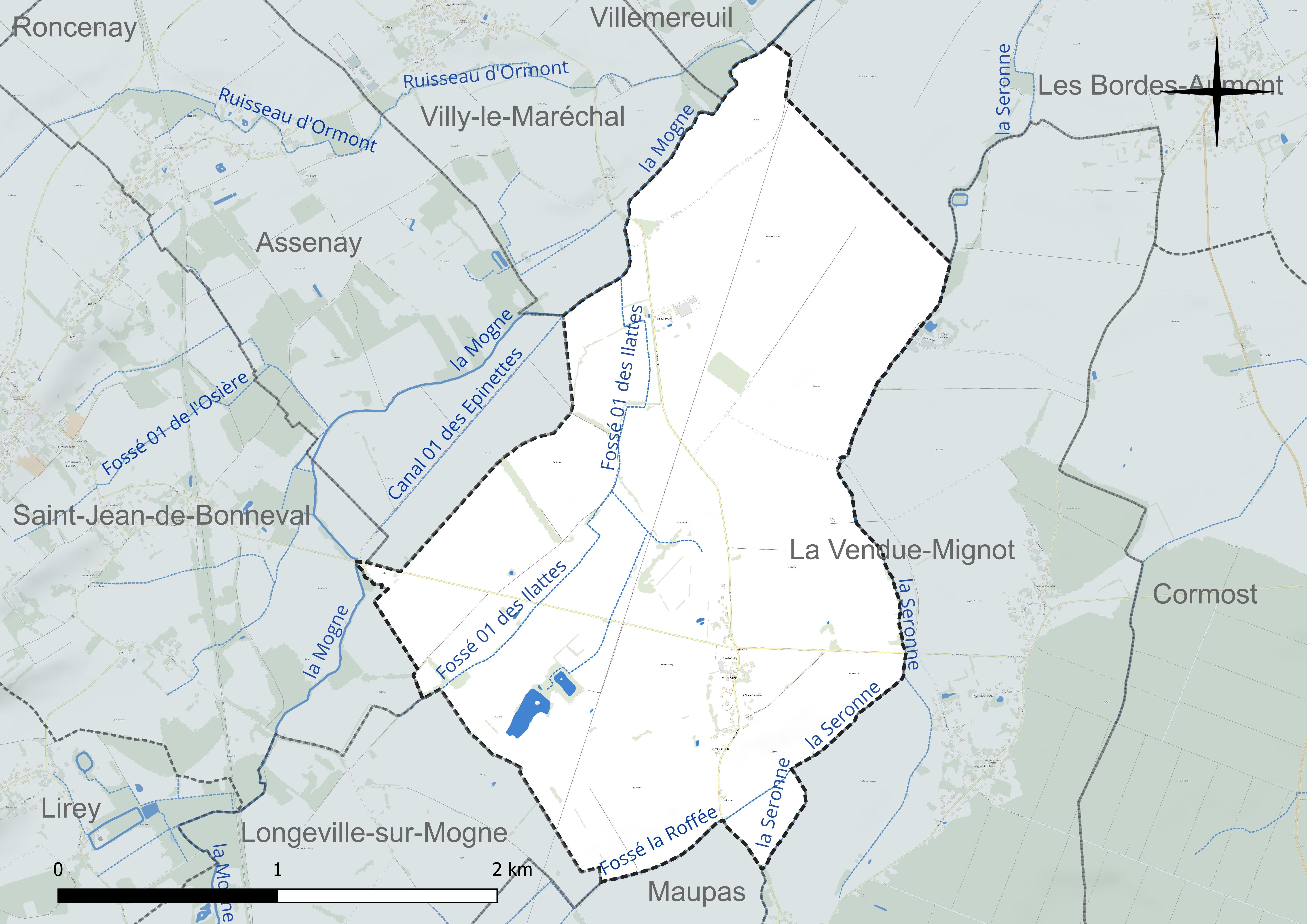
Réseau hydrographique de Villy-le-Bois.

### Climat
Pour des articles plus généraux, voir Climat du Grand Est et Climat de l'Aube.
En 2010, le climat de la commune est de type climat océanique dégradé des plaines du Centre et du Nord, selon une étude du Centre national de la recherche scientifique s'appuyant sur une série de données couvrant la période 1971-2000. En 2020, Météo-France publie une typologie des climats de la France métropolitaine dans laquelle la commune est exposée à un climat océanique altéré et est dans la région climatique Lorraine, plateau de Langres, Morvan, caractérisée par un hiver rude (1,5 °C), des vents modérés et des brouillards fréquents en automne et hiver.
Pour la période 1971-2000, la température annuelle moyenne est de 10,5 °C, avec une amplitude thermique annuelle de 16 °C. Le cumul annuel moyen de précipitations est de 714 mm, avec 11,5 jours de précipitations en janvier et 7,9 jours en juillet. Pour la période 1991-2020, la température moyenne annuelle observée sur la station météorologique de Météo-France la plus proche, « Saint-Pouange », sur la commune de Saint-Pouange à 8 km à vol d'oiseau, est de 11,5 °C et le cumul annuel moyen de précipitations est de 707,5 mm. 
La température maximale relevée sur cette station est de 42,2 °C, atteinte le 24 juillet 2019 ; la température minimale est de −21 °C, atteinte le 9 janvier 1985,,.
Les paramètres climatiques de la commune ont été estimés pour le milieu du siècle (2041-2070) selon différents scénarios d'émission de gaz à effet de serre à partir des nouvelles projections climatiques de référence DRIAS-2020. Ils sont consultables sur un site dédié publié par Météo-France en novembre 2022.

## Urbanisme

### Typologie
Au 1er janvier 2024, Villy-le-Bois est catégorisée commune rurale à habitat dispersé, selon la nouvelle grille communale de densité à 7 niveaux définie par l'Insee en 2022.
Elle est située hors unité urbaine. Par ailleurs la commune fait partie de l'aire d'attraction de Troyes, dont elle est une commune de la couronne,. Cette aire, qui regroupe 209 communes, est catégorisée dans les aires de 200 000 à moins de 700 000 habitants,.

### Occupation des sols
L'occupation des sols de la commune, telle qu'elle ressort de la base de données européenne d’occupation biophysique des sols Corine Land Cover (CLC), est marquée par l'importance des territoires agricoles (100 % en 2018), une proportion identique à celle de 1990 (100 %). La répartition détaillée en 2018 est la suivante : 
terres arables (85,4 %), prairies (13,2 %), zones agricoles hétérogènes (1,4 %). L'évolution de l’occupation des sols de la commune et de ses infrastructures peut être observée sur les différentes représentations cartographiques du territoire : la carte de Cassini (XVIIIe siècle), la carte d'état-major (1820-1866) et les cartes ou photos aériennes de l'IGN pour la période actuelle (1950 à aujourd'hui).

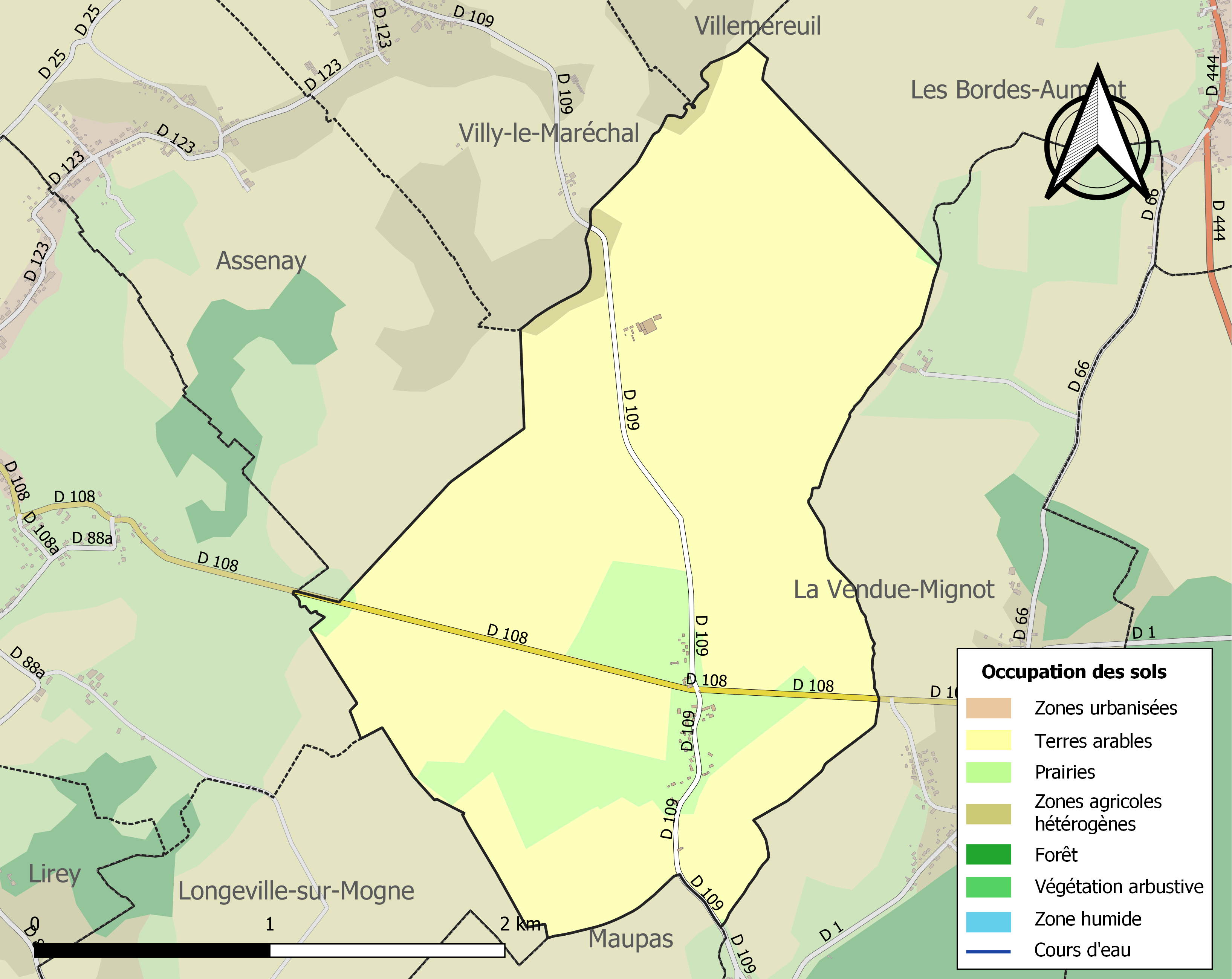
Carte des infrastructures et de l'occupation des sols de la commune en 2018 (CLC).

## Histoire
Il ne nous est parvenu comme seigneur que M. Piot en 1769, Mme Michodière d'Hauteville dame de Villy et de Villy-le-Maréchal.

En 1789, le village était de l'intendance et de la généralité de Châlons, de l’élection et du bailliage royal de Troyes.
Le village dépendait de la paroisse de Villy-le-Maréchal.

## Politique et administration
Du 29 janvier au 29 novembre 1790, Villy dépendait du canton de Bouilly avant de passe à celui de Saint-Jean-de-Bonneval jusqu'en l'an IX. Villy revenant ensuite à celui de Bouilly.
| Période                                  | Période  | Identité                                           | Étiquette | Qualité |
| ---------------------------------------- | -------- | -------------------------------------------------- | --------- | ------- |
| mars 2001                                | 2014     | Mme Odile Damoiseau                                |           |         |
| mars 2014                                | En cours | Mme Sophie Richard Réélue pour le mandat 2020-2026 | DVD       | Artisan |
| Les données manquantes sont à compléter. |          |                                                    |           |         |

## Démographie

### Évolution démographique
L'évolution du nombre d'habitants est connue à travers les recensements de la population effectués dans la commune depuis 1793. Pour les communes de moins de 10 000 habitants, une enquête de recensement portant sur toute la population est réalisée tous les cinq ans, les populations de référence des années intermédiaires étant quant à elles estimées par interpolation ou extrapolation. Pour la commune, le premier recensement exhaustif entrant dans le cadre du nouveau dispositif a été réalisé en 2005.

En 2022, la commune comptait 58 habitants, en évolution de +3,57 % par rapport à 2016 (Aube : +0,7 %, France hors Mayotte : +2,11 %).
| 1793 | 1800 | 1806 | 1821 | 1831 | 1836 | 1841 | 1846 | 1851 |
| ---- | ---- | ---- | ---- | ---- | ---- | ---- | ---- | ---- |
| 130  | 110  | 98   | 83   | 96   | 90   | 72   | 74   | 74   |

| 1856 | 1861 | 1866 | 1872 | 1876 | 1881 | 1886 | 1891 | 1896 |
| ---- | ---- | ---- | ---- | ---- | ---- | ---- | ---- | ---- |
| 79   | 75   | 76   | 74   | 46   | 47   | 46   | 51   | 41   |

| 1901 | 1906 | 1911 | 1921 | 1926 | 1931 | 1936 | 1946 | 1954 |
| ---- | ---- | ---- | ---- | ---- | ---- | ---- | ---- | ---- |
| 40   | 46   | 43   | 33   | 34   | 24   | 30   | 39   | 18   |

| 1962 | 1968 | 1975 | 1982 | 1990 | 1999 | 2005 | 2006 | 2010 |
| ---- | ---- | ---- | ---- | ---- | ---- | ---- | ---- | ---- |
| 41   | 47   | 24   | 37   | 36   | 56   | 60   | 60   | 64   |

| 2015 | 2020 | 2022 | - | - | - | - | - | - |
| ---- | ---- | ---- | - | - | - | - | - | - |
| 58   | 57   | 58   | - | - | - | - | - | - |

### Pyramide des âges
La population de la commune est relativement jeune.
En 2018, le taux de personnes d'un âge inférieur à 30 ans s'élève à 29,8 %, soit en dessous de la moyenne départementale (35,2 %). À l'inverse, le taux de personnes d'âge supérieur à 60 ans est de 22,8 % la même année, alors qu'il est de 27,7 % au niveau départemental.
En 2018, la commune comptait 24 hommes pour 31 femmes, soit un taux de 56,36 % de femmes, largement supérieur au taux départemental (51,41 %).
Les pyramides des âges de la commune et du département s'établissent comme suit.
| Hommes | Classe d’âge | Femmes |
| ------ | ------------ | ------ |
| 0,0    | 90 ou +      | 0,0    |
| 8,0    | 75-89 ans    | 9,4    |
| 20,0   | 60-74 ans    | 9,4    |
| 36,0   | 45-59 ans    | 25,0   |
| 12,0   | 30-44 ans    | 21,9   |
| 8,0    | 15-29 ans    | 15,6   |
| 16,0   | 0-14 ans     | 18,8   |

| Hommes | Classe d’âge | Femmes |
| ------ | ------------ | ------ |
| 0,8    | 90 ou +      | 2,1    |
| 7,4    | 75-89 ans    | 10,2   |
| 17,4   | 60-74 ans    | 18,4   |
| 19,4   | 45-59 ans    | 19     |
| 17,8   | 30-44 ans    | 17,3   |
| 18,3   | 15-29 ans    | 15,9   |
| 19     | 0-14 ans     | 17,1   |

## Lieux et monuments
La commune de Villy-le-Bois possède deux calvaires. Le premier est situé près de la mairie et a été érigé en 1849, on peut y lire sur le socle "Saint Antoine, priez pour nous". Le second est situé sur la D109 en direction de Villy-le-Maréchal, on peut y lire sur le socle "D.O.M. Cette croix a été érigée le 8 septembre 1875 par les soins de M. Ed. N. Jacquinot. Saint Hubert, priez pour nous". (D.O.M est l'abréviation de Deo Optimo Maximo qui peut se traduire par : Au Dieu très bon et très grand)

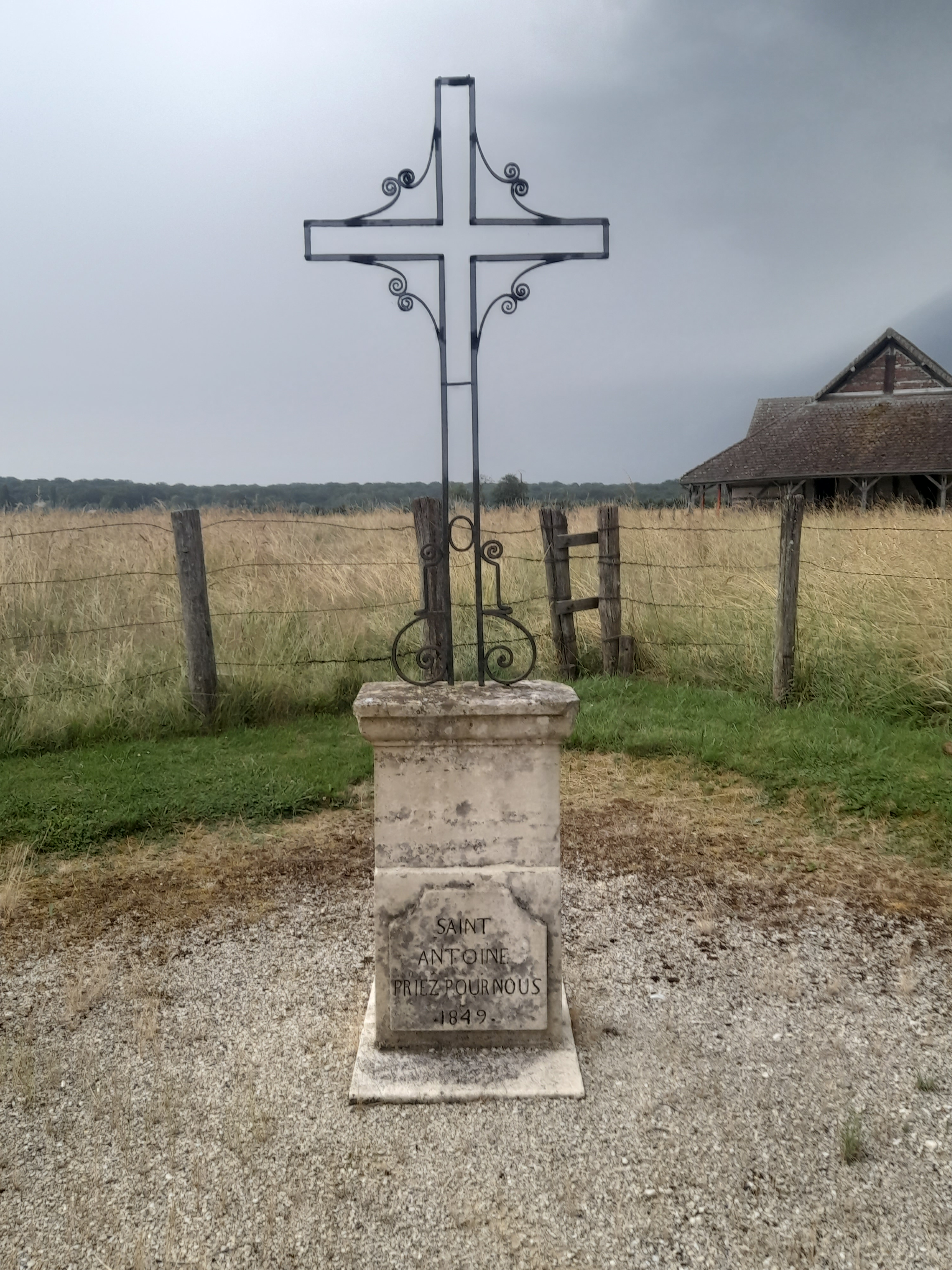
Calvaire situé près de la mairie
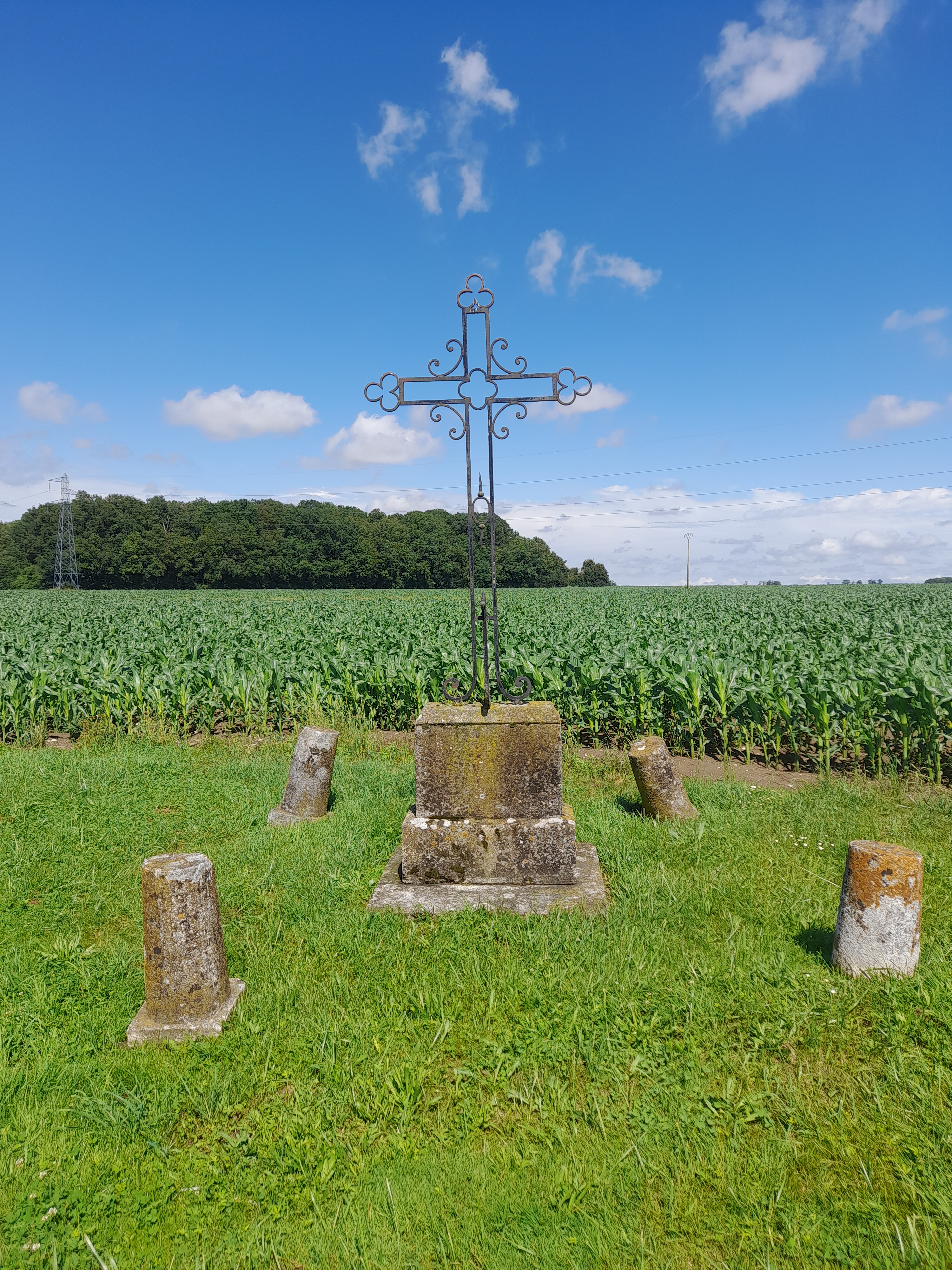
Calvaire situé sur la D109

### Batilly
Est dérivé du nom Bateiz aussi appelé Batalleis, en 1172, le comte de Troyes Henri achetait le bois de Batilly au prieuré de Saint-Quentin à Troyes. Elle était une seigneurie dépendant de l'Isle en 1222 ; la famille Mauroy de Troyes était seigneur au XVIIe siècle et les derniers seigneurs cités sont Pierre Maillet et marie Camuzat. Il existait une maison seigneuriale ainsi que qu'une grange avec convers qui dépendaient de l'Hôtel-Dieu-le-Comte de Troyes.

### Bochet
Aussi Petit-Bochet, Le Bauchot, était un fief en 1367. La Chartreuse de Troyes avait une grange au Bochot qui fut vendue comme bien national.

### Marivas
Ancien fief à cheval sur La Vendue-Mignot et Villy, est citée une maison seigneuriale entourée de fossés avec une chapelle sous le vocable de Edme. Robert d'Amance puis son fils Philippe qui était chanoine à Troyes étaient des seigneurs de Marivas.